# Мелынь (Мценский район)
Мелы́нь — деревня в составе Высокинского сельского поселения Мценского района Орловской области России.

## География
Располагается на удобной для земледелия равнинной местности в 2 км от автодороги Залегощь — Сетуха — Мценск, в 4 км от сельского административного центра села Высокое. В 2 км протекает небольшая речка (ручей) Велья — приток Зуши.

## Название
Северо-западная и западная области Поочья были заселены балтскими племенами. Балтославянское слово «малынь» — земля, край, берег со временем трансформировалось в славянскорусское «мелынь».

## История
Можно предположить, что селение в конце XVI века уже существовало. Деревня упоминается в ДКНУ (Дозорной книге Новосильского уезда) за 1614—1615 гг., где написано «Стан Пятницкий. За Офонасьем за Онофреевым сыном Житкова жеребей в деревне в Мелыни, под Мелынским лесом.». Заселена была казёнными и помещичьими крестьянами. Относилась к приходу Рождество-Богородицкой церкви села Полянок (в н. вр. [2017] посёлок). В 1915 году в деревне было 82 крестьянских двора. Имелась земская школа.

## Население
| Годы      | 1857 | 1859 | 1915 | 2010 |
| --------- | ---- | ---- | ---- | ---- |
| Население | 385  | 376  | 497  | ↘168 |